# Марк Калпурний Бибул
Марк Калпурний Бибул (на латински: Marcus Calpurnius Bibulus; † 48 пр.н.е.) е политик от късната Римска република.

## Биография
Бибул е зет на Катон Млади. През 59 пр.н.е. той е избран за консул, подкрепен от оптиматите, консервативните републиканци в Сената и опонентите на първия триумвират на Юлий Цезар. Поради това Цезар, също избран за консул през 59 г., се проваля в осигуряването на консулат за неговия съюзник Луций Лукцей. Въпреки това с обединената мощ на триумвирата, Цезар до голяма степен има възможност да заобикаля властта на Бибул и оптиматите.
Единственият по-значим акт на Бибул като консул е налагането на вето на законопроекта на Цезар да даде земя на войниците на Помпей в Кампания и след това да обяви оставащите дни, в които центуриатните комиции могат да се събират, за религиозни празници. Цезар представя своя законопроект в Комициите така или иначе и когато Бибул се опитва да се намеси, тълпата счупва неговите фасции и изхвърля върху него изпражнения. Той се оттегля от Форума, оставяйки на Цезар пълния контрол върху консулата, въпреки че от време на време публикува оплаквания срещу Цезар, които довеждат до нападения на дома му от поддръжниците на Цезар, популарите. До края на годината популарите се шегуват, че консулите всъщност са „Юлий и Цезар“, игрословица, породена от традицията да се именуват годините на двамата консули; „оптиматите“ от своя страна отвръщат на шегата, сочейки колегата на Бибул за „кралицата на Витиния“, намек за твърденията за любовна афера с краля на Витиния. Бибул прекарва остатъка от мандата уединен в своя дом, където твърди, че е наблюдавал знамения, с което действие претендира всички приети закони през годината са технически невалидни.
Като сенатор, през 52 пр.н.е., той подкрепя Помпей, който оттогава е политически враг на Цезар. Бибул и Катон Млади позволяват на Помпей да служи като consul sine collega (консул без колега) след убийството на Публий Клодий. През 51 пр.н.е. той става управител на Сирия, но обижда армията там, като обявява победа, която е била спечелена там, преди той да дойде.
През 48 пр.н.е. той се съюзява с Помпей срещу Цезар, като командва флота на Помпей в Адриатика. Той превзема морските сили на Цезар, оставяйки Цезар, изхвърлен на брега на Епир, въпреки че това е малък подвиг, тъй като Цезар продължава борбата и разбива Помпей в битката при Фарсал. Бибул умира през 48 пр.н.е.

## Фамилия
Бибул се жени два пъти. От първия брак има трима сина, включително бъдещия държавник Луций Калпурний Бибул. Неговите двама по-възрастни синове са убити в Египет от войници, които Авъл Габиний е оставил там, след като възстановява Птолемей XII на трона. Втората му съпруга е дъщерята на Катон Порция.